# Skum (tv-serie)
 For alternative betydninger, se Skum (flertydig). (Se også artikler, som begynder med Skum)
Skum (originaltitel: Soap) er en amerikansk sitcom, der sendtes første gang på ABC fra 1977, og vistes i 85 episoder over fire sæsoner til 1981. Showet blev skabt, skrevet og produceret af Susan Harris.
Showet skabtes som en parodi på daglige sæbeoperaer, og præsenteredes som en ugentlig halvtimes prime time komedie. Ligesom en virkelig sæbeopera blev showets historie præsenteret i tv-serie-formatet, og omfattede melodramatiske elementer i plottet såsom ufobortførelser, dæmoniske besættelser, mord og kidnapning. I 2007 stod showet opført på Time Magazines liste "100 Best TV Shows of All-TIME", og i 2010 lå showet på en 17-plads på det amerikanske tidsskrift TV Guides liste over "TV's Top Families".